# 尼木乡 (尼木县)
尼木乡（藏語：སྙེ་མོ་），是中华人民共和国西藏自治区拉萨市尼木县下辖的一个乡镇级行政单位。

## 行政区划
尼木乡下辖以下地区：
尼木村、曲林村、日措村、聂玉村、东嘎村、尼荣村和普巴村。